# Crotalaria filifolia
Crotalaria filifolia är en ärtväxtart som beskrevs av Joseph Nelson Rose. Crotalaria filifolia ingår i släktet sunnhampor, och familjen ärtväxter. Inga underarter finns listade i Catalogue of Life.